# Ługa II
Ługa II (ros. Луга II) – stacja kolejowa w miejscowości Ługa, w rejonie łużskim, w obwodzie leningradzkim, w Rosji. Położona jest na linii Ługa – Batieckij.